# Guadeloupe-i labdarúgó-bajnokság (első osztály)
A Guadeloupe Division d'Honneur a guadeloupe-i labdarúgó-bajnokságok legfelsőbb osztályának elnevezése. 1952-ben alapították, és 14 csapat részvételével zajlik. 
A bajnok a CONCACAF-bajnokok ligájában és a CFU-bajnokságban indulhat. 
A guadeloupe-i csapatoknak lehetőségük van indulni a francia kupában is.

## A 2012/13-as bajnokság résztvevői
- AJSS Saintes (Les Saintes)
- AS Gosier
- Club Amical (Capesterre-Belle-Eau)
- CS Moulien (Le Moule)
- Evolucas (Lamentin)
- JS Vieux-Habitants
- Juventus SA (Sainte-Anne)
- L'Etoile de Morne-à-l'Eau
- La Gauloise (Basse-Terre)
- Phare du Canal (Petit-Canal)
- Siroco (Abymes)
- Stade Lamentinois (Lamentin)
- US Baie-Mahault
- USR (Sainte-Rose)

## Az eddigi bajnokok
| - 1951-52 : ismeretlen - 1952-53 : ismeretlen - 1953-54 : Arsenal (Petit-Bourg) - 1954-62 : ismeretlen - 1962-63 : Cygne Noir (Basse-Terre) - 1963-66 : ismeretlen - 1966-67 : Juventus SA (Sainte-Anne) - 1967-68 : Racing Club (Basse-Terre) - 1968-69 : Juventus SA (Sainte-Anne) - 1969-70 : Red Star (Baie Mahault) - 1970-71 : La Gauloise (Basse-Terre) - 1971-72 : Cygne Noir (Basse-Terre) - 1972-73 : Juventus SA (Sainte-Anne) - 1973-74 : Juventus SA (Sainte-Anne) - 1974-75 : Juventus SA (Sainte-Anne) - 1975-76 : Juventus SA (Sainte-Anne) - 1976-77 : ismeretlen | - 1977-78 : La Gauloise (Basse-Terre) - 1978-79 : Juventus SA (Sainte-Anne) - 1979-80 : L'Etoile de Morne-à-l'Eau - 1980-81 : L'Etoile de Morne-à-l'Eau - 1981-82 : L'Etoile de Morne-à-l'Eau - 1982-83 : ismeretlen - 1983-84 : JS Capesterre - 1984-85 : CS Moulien (Le Moule) - 1985-87 : ismeretlen - 1987-88 : Solidarité SC (Baie-Mahault) - 1988-89 : Zénith (Morne-à-l'Eau) - 1989-90 : Solidarité SC (Baie-Mahault) - 1990-91 : Solidarité SC (Baie-Mahault) - 1991-92 : Solidarité SC (Baie-Mahault) - 1992-93 : Solidarité SC (Baie-Mahault) - 1993-94 : CS Moulien (Le Moule) - 1994-95 : Arsenal (Petit-Bourg) | - 1995-96 : L'Etoile de Morne-à-l'Eau - 1996-97 : L'Etoile de Morne-à-l'Eau - 1997-98 : L'Etoile de Morne-à-l'Eau - 1998-99 : Racing Club (Basse-Terre) - 1999-00 : Juventus SA (Sainte-Anne) - 2000-01 : L'Etoile de Morne-à-l'Eau - 2001-02 : L'Etoile de Morne-à-l'Eau - 2002-03 : Phare (Petit-Canal) - 2003-04 : Racing Club (Basse-Terre) - 2004-05 : AS Gosier - 2005-06 : JS Vieux-Habitants - 2006-07 : L'Etoile de Morne-à-l'Eau - 2007-08 : Evolucas du Lamentin (Lamentin) - 2008-09 : CS Moulien (Le Moule) - 2009-10 : JS Vieux-Habitants - 2010-11 : CS Moulien (Le Moule) - 2011-12 : AJSS Saintes |